# Bengel (Mosel)
Bengel település Németországban, Rajna-vidék-Pfalz tartományban. Lakosainak száma 851 fő (2023. december 31.). Bengel Bausendorf, Kinderbeuern és Reil községekkel határos.

## Népesség
A település népességének változása:
| Lakosok száma | 927  | 815  | 824  | 810  | 830  | 835  | 851  |
|               | 1975 | 2014 | 2017 | 2019 | 2021 | 2022 | 2023 |